# NUT (studio)
NUT Co., Ltd. (jap. 株式会社ナット Kabushiki-gaisha Natto) – japońskie studio animacji z siedzibą w tokijskiej dzielnicy Suginami, założone w 2017 roku.

## Produkcje

### Seriale telewizyjne
| Rok  | Tytuł                     | Reżyser(zy)                      | Liczba odcinków | Uwagi                                                                 | Przypisy |
| ---- | ------------------------- | -------------------------------- | --------------- | --------------------------------------------------------------------- | -------- |
| 2017 | Saga of Tanya the Evil    | Yutaka Uemura                    | 12              | Na podstawie light novel autorstwa Carlo Zena.                        | [ 1 ]    |
| 2018 | FLCL Alternative          | Katsuyuki Motohiro Yutaka Uemura | 6               | Trzeci sezon FLCL. We współpracy z Production I.G i Revoroot.         | [ 2 ]    |
| 2020 | Deca-Dence                | Yuzuru Tachikawa                 | 12              | Własna twórczość.                                                     | [ 3 ]    |
| 2023 | FLCL: Shoegaze            | Yutaka Uemura                    | 3               | Piąty sezon FLCL. We współpracy z Production I.G.                     | [ 4 ]    |
| 2023 | Bullbuster                | Hiroyasu Aoki                    | 12              | Na podstawie franczyzy multimedialnej autorstwa Kadokawa Corporation. | [ 5 ]    |
| 2024 | Negative Positive Angler  | Yutaka Uemura                    | 12              | Własna twórczość.                                                     | [ 6 ]    |
| –    | Saga of Tanya the Evil II | Yutaka Uemura                    | nieznana        | Sequel Saga of Tanya the Evil: The Movie.                             | [ 7 ]    |

### Filmy
| Rok  | Tytuł                             | Reżyser(zy)      | Uwagi                                              | Przypisy |
| ---- | --------------------------------- | ---------------- | -------------------------------------------------- | -------- |
| 2019 | Saga of Tanya the Evil: The Movie | Yutaka Uemura    | Sequel Saga of Tanya the Evil.                     | [ 8 ]    |
| 2023 | Blue Giant                        | Yuzuru Tachikawa | Na podstawie mangi autorstwa Shinichiego Ishizuki. | [ 9 ]    |